# Rolfe (Iowa)
Rolfe es una ciudad ubicada en el condado de Pocahontas en el estado estadounidense de Iowa. En el Censo de 2010 tenía una población de 584 habitantes y una densidad poblacional de 214,54 personas por km².

## Geografía
Rolfe se encuentra ubicada en las coordenadas 42°48′48″N 94°31′55″O / 42.81333, -94.53194. Según la Oficina del Censo de los Estados Unidos, Rolfe tiene una superficie total de 2.72 km², de la cual 2.72 km² corresponden a tierra firme y (0.1%) 0 km² es agua.

## Demografía
Según el censo de 2010, había 584 personas residiendo en Rolfe. La densidad de población era de 214,54 hab./km². De los 584 habitantes, Rolfe estaba compuesto por el 97.26% blancos, el 0.51% eran afroamericanos, el 0% eran amerindios, el 0% eran asiáticos, el 0% eran isleños del Pacífico, el 1.03% eran de otras razas y el 1.2% pertenecían a dos o más razas. Del total de la población el 2.4% eran hispanos o latinos de cualquier raza.